# 谷直樹
谷 直樹（たに なおき、1988年7月3日 - ）は、日本のプロバスケットボール選手。兵庫県川西市出身。B.LEAGUEの神戸ストークス所属。ポジションはスモールフォワード。兵庫ストークス (現: 神戸ストークス) の創設メンバーであり、長期にわたり在籍していることからミスターストークスと呼ばれる。

## 来歴
川西市立多田小学校、川西市立多田中学校、兵庫県立川西緑台高等学校、甲南大学を卒業後、2011年に兵庫ストークスに入団。以降、フランチャイズプレーヤーとしてストークス一筋でプレーを続け、「ミスターストークス」と称されている。